# Saint-Génis-des-Fontaines
Saint-Génis-des-Fontaines település Franciaországban, Pyrénées-Orientales megyében. Lakosainak száma 2985 fő (2022. január 1.). Saint-Génis-des-Fontaines Ortaffa, Palau-del-Vidre, Laroque-des-Albères, Villelongue-dels-Monts és Brouilla községekkel határos.

## Népesség
A település népessége az elmúlt években az alábbi módon változott:
| Lakosok száma | 2752 | 2771 | 2824 | 2826 | 2836 | 2841 | 2837 | 2911 | 2985 |
|               | 2013 | 2015 | 2016 | 2017 | 2018 | 2019 | 2020 | 2021 | 2022 |